# Gustaf Clase

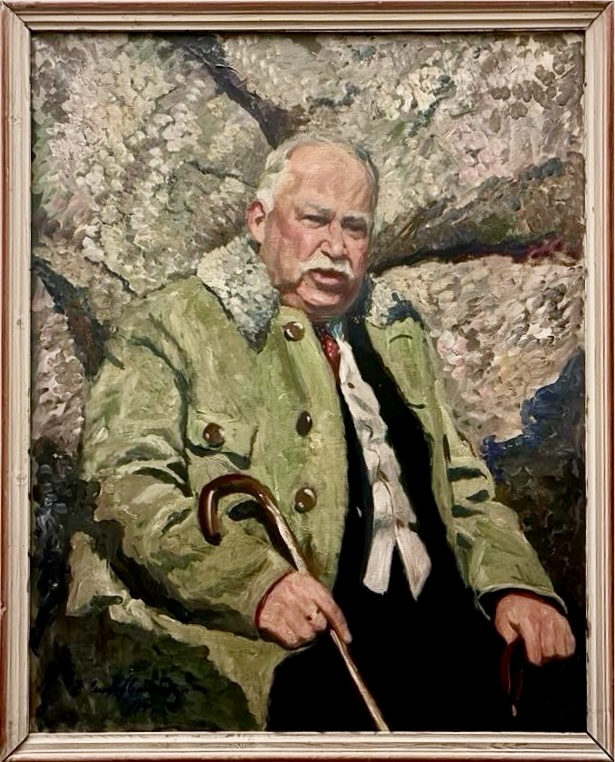
Gustaf Clase

Gustaf Magnus Clase, född den 21 mars 1865 i Göteborg, död den 15 januari 1940 i Göteborg, var en svensk företagsledare.

## Biografi
Gustaf Clase var son till sjökaptenen Leonard Clase och Albertina Hammargren samt från 1890 gift med Anna Löfvall. Clase studerade och praktiserade i Tyskland, Frankrike, Spanien och England 1887. Clase ägde och utvecklade ett antal fabriker för framställning av konserver. Clase bedrev också import av vin och sprit. Han var även konsul för Grekland i Göteborg från 1922 samt en av flera stiftare av Göteborgs frivilliga motorbåtsflottilj avsedd att ställas i försvarets tjänst. Clase vilar på Östra kyrkogården i Göteborg. Clase var bosatt i Göteborg, på Ellös samt sommartid på Särö.

## Verksamhet och företagande
Han var ägare av firman Gustaf Clase 1887–1921. Han förvärvade konservfabriken AB Hugo Hallgren på Ellös 1917. Koncernen hade då fyra fabriker; C. Cormeliusson (Gustaf Corner) och Carl Hörman (Kullans) i Lysekil, Hugo Hallgren i Ellös samt Gustaf Kullberg & Co i Göteborg. Koncernen köptes i mitten av 1940-talet av KF som ändrade namnet till Skandiakonserv. Namnet ändrades sedan 1969 till Foodia.
Clase var ordförande i styrelsen för Hugo Hallgrens konservfabrik från 1917 och han var ordförande i styrelsen för Gustaf Clases handelsaktiebolag från 1921. 
Han etablerade 1937 ostronodling på Ellös. Ostronyngel importerades från Holland och en miljon yngel planterades per år.[källa behövs]